# Schloss Seehaus (Markt Nordheim)

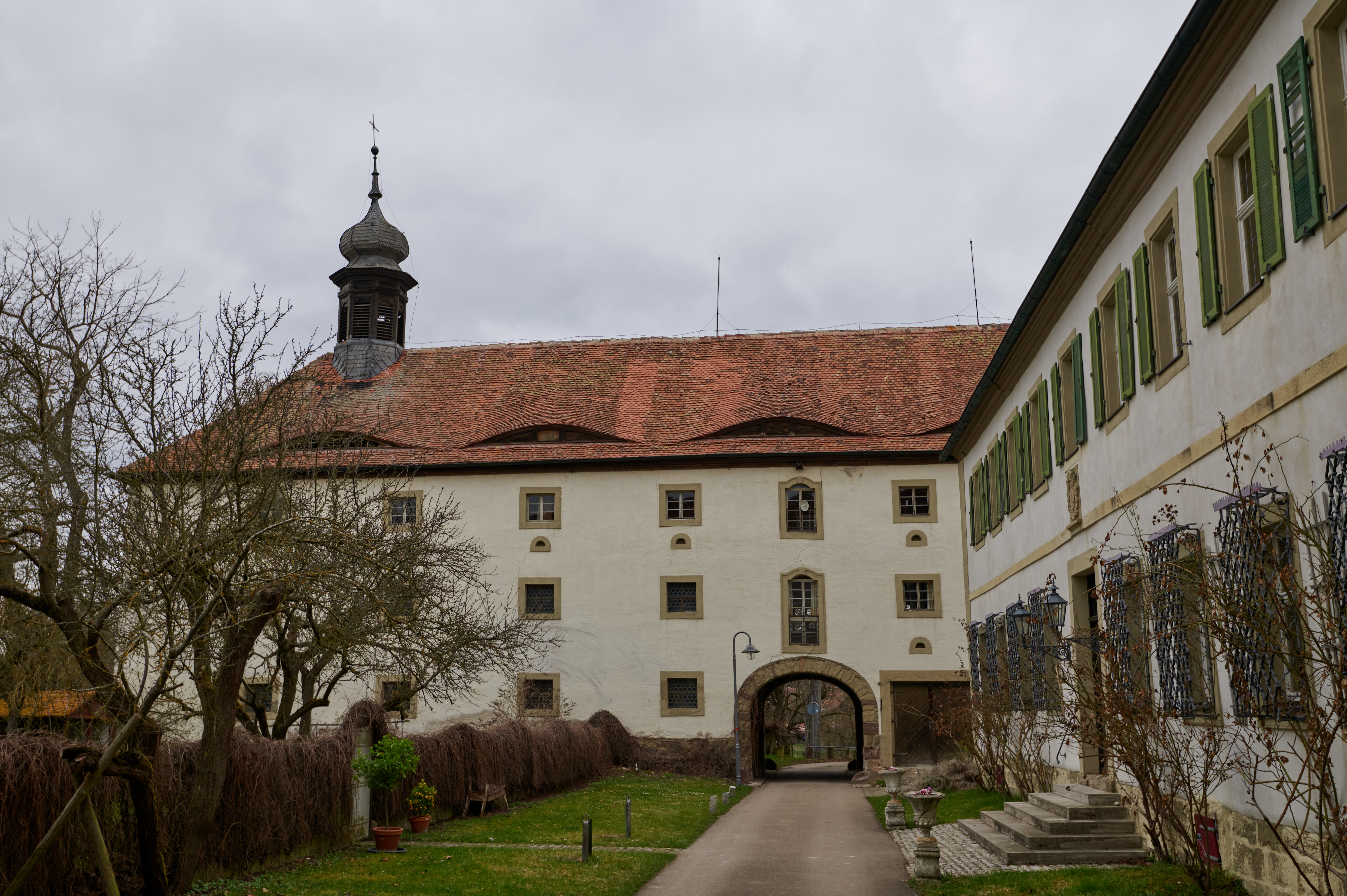
Schloss Seehaus (Markt Nordheim)

Das Schloss Seehaus ist ein denkmalgeschütztes Bauwerk, das in der Marktgemeinde Markt Nordheim im Landkreis Neustadt an der Aisch-Bad Windsheim (Mittelfranken, Bayern) steht. Das Bauensemble ist unter der Denkmalnummer D-5-75-146-22 als Baudenkmal in die Bayerische Denkmalliste eingetragen.

## Beschreibung
Das im Kern 1549–91 errichtete Bauensemble wurde 1780 neu aufgebaut. Es besteht aus dem Herrenhaus, einem zweigeschossigen, mit einem Walmdach bedeckten Massivbau, das im Osten von der Kapelle, aus deren Walmdach mit Fledermausgauben sich im Süden ein achteckiger Dachreiter erhebt, der mit einer Zwiebelhaube bedeckt ist, und an die nach Norden die Zehntscheune angebaut ist, und im Westen von einem Wirtschaftsgebäude flankiert wird.